# Anerley
Anerley è un sobborgo di Londra nel London Borough of Bromley, Inghilterra. 
Dista approssimativamente 15 km da Charing Cross ed è situato nelle vicinanze del Crystal Palace.

## Posti Vicini
- Sydenham
- Crystal Palace
- Penge
- Upper Norwood
- Beckenham
- South Norwood

## Stazioni ferroviarie più vicine
- Stazione ferroviaria di Penge West
- Stazione ferroviaria di Anerley
- Stazione ferroviaria di Birkbeck
- Stazione ferroviaria di Crystal Palace